# 长岛 (菲尼斯泰尔省)
长岛（法語：Île Longue，法語發音：[il lɔ̃ɡ]）是法国布列塔尼大區菲尼斯泰尔省的一个半岛，位于布雷斯特湾，是法國海軍弹道导弹核潜艇的基地，也是法国最隐秘、防守最严密的地方之一。